# Christian Nicolaus Schlichtkrull
Christian Nicolaus Schlichtkrull (* 24. September 1736 in Greifswald; † 13. März 1793 ebenda) war ein deutscher Jurist und Hochschullehrer.
Schlichtkrull wurde 1750 an der Universität Greifswald immatrikuliert und 1756 zum Doktor der Rechte  promoviert. 1763 wurde er zum Adjunkten an der Juristischen Fakultät in Greifswald und 1771 zum ordentlichen Professor ernannt.